# Président de la république d'Afrique du Sud
Le président de la république d'Afrique du Sud est le chef de l'État et du gouvernement de l'Afrique du Sud depuis le 31 mai 1961.
De 1961, date de l'abolition de la monarchie sud-africaine, à 1984, la fonction présidentielle est essentiellement protocolaire et représentative. À la suite de l'entrée en vigueur d'une nouvelle constitution, le poste de Premier ministre est supprimé, conférant ainsi au président la direction du Cabinet et faisant de lui le chef du pouvoir exécutif.

## Dénomination
Depuis les élections générales sud-africaines de 1994 et l'entrée en vigueur d'une constitution transitoire (confirmée par la constitution sud-africaine de 1996), le titre officiel du chef de l'État est « président de la République », déjà usuellement utilisé[réf. souhaitée].
Formellement, sa dénomination officielle est :
- « président de l'État de la république d'Afrique du Sud » de 1961 à 1994, durant la période de l'apartheid;
- « président de la république d'Afrique du Sud depuis 1994 »[1].

## Historique
La république d'Afrique du Sud a été fondée le 31 mai 1961. Elle succédait alors à l'union d'Afrique du Sud, un dominion britannique créé le 31 mai 1910 à la suite du regroupement de la colonie du Cap et de celle du Natal (colonies britanniques) avec les colonies du Transvaal et de la rivière Orange (anciennes républiques boers), dont les chefs d'État étaient les souverains britanniques.
Lors de l'abolition de la monarchie sud-africaine et de la fondation de la république d'Afrique du Sud, la fonction de président de l'État (State President) remplaça alors celle de gouverneur général et reprenait le titre utilisé par le chef de l’État dans l'ancienne république sud-africaine du Transvaal.
De 1961 à 1984, cette fonction était honorifique et se distinguait du rôle de chef du gouvernement assuré par le Premier ministre.
En 1984, avec l'entrée en vigueur du Parlement tricaméral, la fonction de Premier ministre a été abolie. Le président de l'État devint alors chef de l'État et du gouvernement.
En mai 1994, le titre du chef de l'État fut modifié pour devenir simplement celui de président de la République (President of the Republic).

## Mode d'élection
Depuis la fondation de la république en 1961, le chef de l'État est élu par les membres du Parlement. De 1961 à 1984, il était élu par les membres de l'Assemblée et du Sénat réunis en Congrès, sous la présidence du président de la Cour Suprême. De 1984 à 1994, il était élu par un collège électoral composé de membres du parti majoritaire dans chacune des chambres du parlement tricaméral (chambre de l'Assemblée, de la chambre des représentants et de la chambre des délégués) à la suite de chaque renouvellement législatif. Depuis 1994, il est élu par les membres de l'Assemblée nationale.
Depuis 1984, il est d'usage que le chef du parti majoritaire soit élu président de l'Afrique du Sud lors de la première réunion du parlement qui suit les élections législatives. Le vice-président est élu selon les mêmes modalités lors d'une élection distincte. Depuis 1994, la majorité à la chambre basse est détenue par le Congrès national africain.

## Pouvoirs présidentiels
Selon la Constitution sud-africaine de 1996, le président de la République est le chef de l'État et du gouvernement de la république d'Afrique du Sud. Il est le chef du Cabinet, chargé de la désignation des ministres et des membres du Cabinet. Il est également le chef de la Force de défense sud-africaine, nomme les présidents de tribunaux de l'ordre supérieur, approuve toutes les lois et décrets avant leur entrée en vigueur et déclare la guerre ou la paix.

## Résidences
La résidence officielle des présidents sud-africains sont les Union Buildings à Pretoria et Tuynhuys au Cap. Leur résidence privée au titre de la fonction est Mahlamba Ndlopfu qui signifie « La nouvelle aube », plus connu autrefois sous le nom de Libertas (changé en 1995), à Pretoria et Genadendal au Cap.